# Mitsubishi Typ Commonwealth
Der Typ Commonwealth ist ein Liberty-Ersatzschiffstyp, welcher Mitte der 1960er Jahre von Mitsubishi Heavy Industries als Ersatz für die damals alternde Flotte der Liberty-Frachter und Victory-Schiffe entwickelt wurde.

## Einzelheiten
In der zweiten Hälfte der 1960er Jahre wurden weltweit verschiedene Schiffstypen als Ersatz für die noch im Einsatz befindlichen Liberty- und Victory-Standardfrachter sowie einige andere während des Zweiten Weltkriegs gebauten Frachtschiffe in der damaligen Welthandelsflotte angeboten, die sich an Zwischendeckern mit eigenem Ladegeschirr und ca. 14.000 Tonnen Tragfähigkeit orientierten. Besonders erfolgreich waren Serien wie beispielsweise SD-14, Freedom oder German Liberty.
Der Schiffstyp Commonwealth wurde Mitte der 1960er Jahre von Mitsubishi als einer von drei jeweils etwas abweichenden Liberty-Ersatzschiffstypen entwickelt (die anderen beiden waren der geringfügig größere MM-14-Typ und der Seatramp-Typ).
Die Commonwealth -Schiffe hatten fünf Laderäume mit einem Rauminhalt von 20.583 m³ (Schüttgut) beziehungsweise 19.299 m³ (Stückgut). Alle Laderäume lagen vor den ganz achtern angeordneten Aufbauten, die hinteren vier besaßen ein Zwischendeck. Zum Ladungsumschlag standen auf den Schiffen neun Luken und zehn Ladebäume sowie zwei Kräne als eigenes Ladegeschirr zur Verfügung.

## Schiffe (Auswahl)
| Typ Commonwealth | Typ Commonwealth | Typ Commonwealth | Typ Commonwealth | Typ Commonwealth                              | Typ Commonwealth |
| Bauname          | Bau- nummer      | IMO- Nummer      | Ablieferung      | Auftraggeber                                  | Umbenennungen und Verbleib |
| ---------------- | ---------------- | ---------------- | ---------------- | --------------------------------------------- | --- |
| Ocean Prima      | 639              | 6718491          | April 1967       | Prima Shipping & Enterprises Company, Liberia | 1970 Straat Talbot, 1977 Nedlloyd Talbot, 1982 Kota Mutiara, Ankunft zum Abbruch in Alang am 16. Januar 1991, Verschrottung ab März 1991 durch Shirdi Steel Traders.                                                      |
| Ocean Unity      | 640              | 6726230          | Juli 1967        | Unity Shipping & Enterprises Company, Liberia | Im Bau verkauft an Thai Mercantile Marine, Bangkok, vom Stapel gelaufen als Pipat Samut, 1970 Straat Tauranga, 1977 Nedlloyd Tauranga, 1982 Kota Mulia, Abbruch ab 4. September 1990 bei Kwality Steel Supplies in Alang. |
| Pichai Samut     | 641              | 6725779          | November 1967    | Thai Mercantile Marine, Bangkok               | 1971 Sea Dolphin, 1977 Muhuti, 1984 Oceanic Kinship, Ankunft zum Abbruch in Tadri am 27. Dezember 1986, Verschrottung ab Januar 1987 durch Jawandamal Dhannamal.                                                          |
| Ocean Unity      | 642              | 6823105          | August 1968      | Unity Shipping & Enterprises Company, Liberia | 1977 Sigi-Sigi, 1984 Trans One, Ankunft zum Abbruch in Visakhapatnam am 18. Dezember 1986, Verschrottung ab 20. Januar 1987 durch Ushooaya Shipbreaking.                                                                  |
| Green Walrus     | 646              | 6902755          | Februar 1969     | Chung Shek Enterprises Company, Hongkong      | 1971 Jag Ravi, 1980 Mahakiran, 1983 Jag Rakshak, Ankunft zum Abbruch in Sachana am 22. Oktober 1997, Verschrottung ab 15. November 1997 durch Bansal Brothers.                                                            |
| Purple Dolphin   | 647              | 6929961          | Dezember 1969    | Chung Shek Enterprises Company, Hongkong      | 1971 Jag Rekha, 1981 Mahakirti, 1982 Jag Ratna, 1984 Al Razia, 1986 Lara, Ankunft zum Abbruch in Kaohsiung am 15. Mai 1986, Verschrottung ab 27. Mai 1986 durch Tai Yuan Steel & Iron Company.                            |